# بگومگوهای زن‌وشوهری
بگومگوهای زن‌وشوهری (انگلیسی: Marriage Rows) یک فیلم کوتاه کمدی به کارگردانی راسکو آرباکل است که در سال ۱۹۳۱ منتشر شد.

## گزیدهٔ بازیگران
- لوید همیلتون
- اَل سنت جان
- آدی مک‌فیل
- دوریس دین
- ادنا ماریون